# Rue des Wallons (Liège)
Pour les articles homonymes, voir Rue des Wallons.
La rue des Wallons est une rue liégeoise du quartier du Laveu qui va de la rue des Éburons au boulevard Gustave Kleyer. Elle abrite la célèbre friterie Natacha, autrement connue sous le nom de natachou.

## Situation et description
Cette artère fait partie du quartier du Laveu. Longue d'environ 1 130 m, elle s'élève progressivement depuis la rue des Éburons pour rejoindre les hauteurs de la ville à Cointe au niveau du boulevard Gustave Kleyer. La rue compte environ 260 habitations.

## Histoire
À partir de 1865, plusieurs propriétaires cèdent gracieusement des terrains vagues ou cultivés à la ville de Liège. Cette rue a été percée dès les années suivantes et terminée en 1892 (pour la partie haute). Depuis 1873, elle porte le nom de rue des Wallons.

## Architecture
Quelques immeubles de style fonctionnaliste sont situés aux nos 183 (architecte Achille Lecomte), 234 (architecte Baiwir), 236, 238, 244 et 246. Ils ont été bâtis au cours des années 1930.
Les maisons sises aux nos 168, 177, 179 et 218 ont été construites dans le style Art déco.

## Riverains
Le centre scolaire Don Bosco est situé au n°59.
La clinique Sainte-Rosalie faisant partie du CHR a été inauguré le 2 octobre 1895. Il s'agissait à l'époque d'un sanatorium.

## Voies adjacentes
- Place des Wallons
- Rue des Éburons
- Rue Ambiorix
- Rue Hézelon
- Rue Jacob-Makoy
- Rue Mueseler
- Place Henri Simon
- Rue de la Scorre (escalier)
- Rue de la Faille
- Rue de Joie
- Boulevard Gustave Kleyer
- Rue Bois d'Avroy
- Rue Julien d'Andrimont